# Paul Green (taekwondo)
Paul Green (Mánchester, 16 de febrero de 1977) es un deportista británico que compitió en taekwondo.
Ganó una medalla de plata en el Campeonato Mundial de Taekwondo de 2003 y dos medallas en el Campeonato Europeo de Taekwondo, oro en 2004 y plata en 1996.

## Palmarés internacional
| Campeonato Mundial | Campeonato Mundial                | Campeonato Mundial | Campeonato Mundial |
| Año                | Lugar                             | Medalla            | Categoría          |
| ------------------ | --------------------------------- | ------------------ | ------------------ |
| 2003               | Garmisch-Partenkirchen (Alemania) | Medalla de plata   | –54 kg             |
| Campeonato Europeo |                                   |                    |                    |
| Año                | Lugar                             | Medalla            | Categoría          |
| 1996               | Helsinki (Finlandia)              | Medalla de plata   | –50 kg             |
| 2004               | Lillehammer (Noruega)             | Medalla de oro     | –54 kg             |